# Visnyei Gyula
Vísnyei Gyula, Juli Veee (Budapest, 1950. február 22. –) magyar származású amerikai válogatott labdarúgó, festő.

## Mérkőzései az amerikai válogatottban
| #  | Dátum              | Ellenfél           | Eredmény | Kiírás              | Esemény   |
| -- | ------------------ | ------------------ | -------- | ------------------- | --------- |
| 1. | 1976. október 15.  | Mexikó             | 0 – 3    | Vb-selejtező        |           |
| 2. | 1976. október 20.  | Kanada             | 2 – 0    | Vb-selejtező        | 81'       |
| 3. | 1976. december 22. | Kanada             | 0 – 3    | Vb-selejtező        | Sárga lap |
| 4. | 1982. március 21.  | Trinidad és Tobago | 2 – 1    | barátságos mérkőzés | 70'       |